# Desierto del Pacífico
El desierto del Pacífico es un extenso desierto costero de clima subtropical, atravesado por cortos ríos que hacia el sur son escasos y de régimen estacional. Recorre el litoral occidental sudamericano, desde el océano Pacífico hasta la cordillera de los Andes, entre las latitudes 6°S y 27°S, aproximadamente, en territorios que pertenecen a Perú y Chile. Ocasionalmente se denomina desierto de Atacama-Sechura.

## Ecosistema
En esta ecorregión se hallan incluidos todos los desiertos costeros de Chile y Perú, tales como el desierto de Atacama, el desierto de Sechura y muchos pequeños desiertos separados por valles que conforman el desierto costero del Perú. 
Limita al norte con el bosque seco ecuatorial, encontrado a partir de la provincia de Sechura en Piura y del este de Lambayeque, al este con la yunga marítima y serranía esteparia del Perú y la puna de Atacama en Chile, y al sur con el valle central del centro-norte de Chile. Forma una angosta franja a lo largo de la costa, de 30 a 100 km de ancho, y hasta los 600-1000 m s. n. m. hacia el norte y sobre los 2000 m s. n. m. hacia el sur.
Se caracteriza por condiciones de extrema aridez. En él se halla el clima más árido del mundo, especialmente en el desierto de Atacama. Pese a ello, el desierto ofrece cierta variedad de ecosistemas y una diversidad biológica muy original.

## Geomorfología
La geomorfología es de planicies sedimentarias, cerros y colinas bajas, que se elevan cada vez más hacia el este —estribaciones andinas—. En el sur se hace notoria la presencia de la cordillera de la Costa, paralela al litoral, y la consecuente depresión intermedia en el territorio chileno.

## Edafología
Los suelos predominantes son desérticos arenosos (yermosoles), con zonas pedregosas (litosoles) y salobres. En los valles de los ríos existen suelos aluviales, ampliamente aprovechados para la agricultura intensiva de riego. En el sur predominan los suelos derivados de cenizas volcánicas, mientras en el norte y centro predominan los dunosos desérticos.

## Hidrología

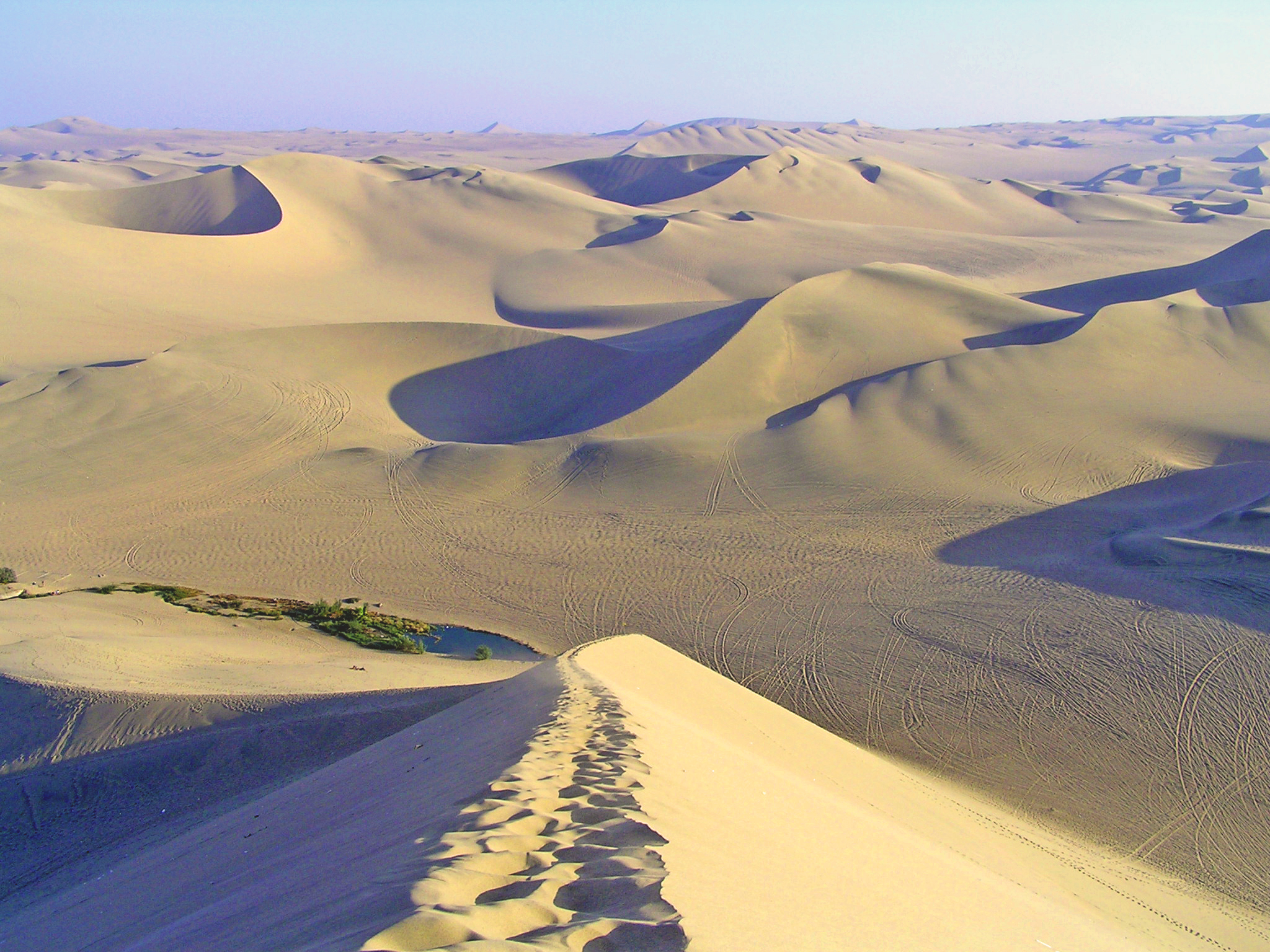
Desierto costero del Perú, en Ica.

La región es cortada por más de 40 ríos pobres en agua, cuyas cuencas colectoras están situadas en los altos Andes, no recibiendo afluentes en la región costera, y secándose muchos de ellos antes de llegar hasta el mar. Existen, además, muchos cauces secos, que conducen agua solo cuando en las partes altas caen lluvias excepcionalmente altas o cuando llueve en la costa, fenómeno muy raro.
Son frecuentes las lagunas y pantanos, especialmente cerca de las orillas marinas, muchos de ellas salobres y con abundante vegetación acuática.

## Clima

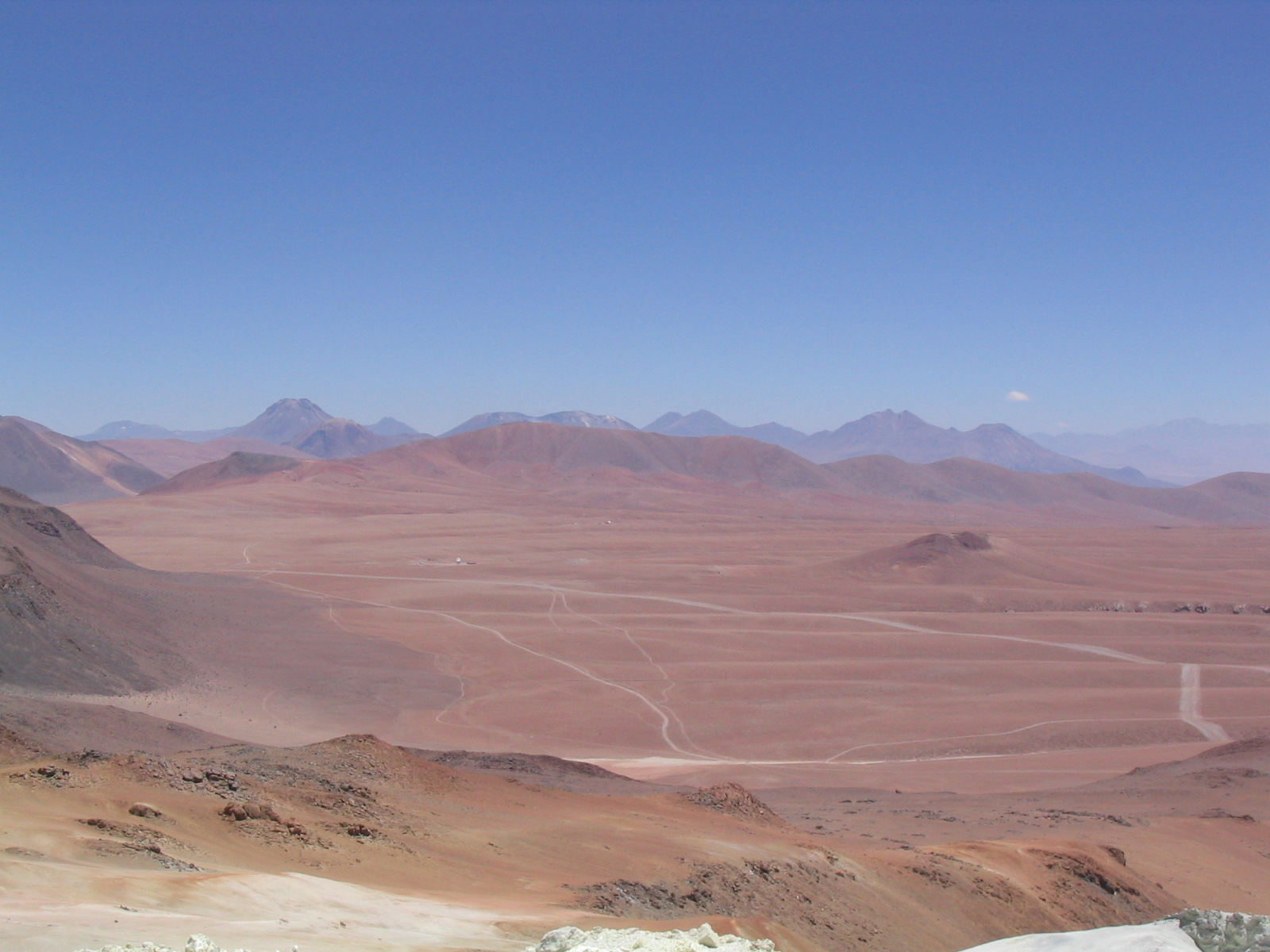
El desierto de Atacama, Chile.

Prevalece en Perú el clima árido subtropical, que es semicálido, con aire húmedo aunque esté ausente de lluvias; y en Chile predomina el clima árido templado. Las precipitaciones promedio anuales son inferiores a los 150 mm y temperaturas medias anuales entre los 17 a 19 °C, aunque en el desierto de Sechura, en Piura, se pueden registrar máximas de 40 °C. La causa de la falta de lluvias se debe a que los vientos alisios húmedos, al pasar sobre las aguas frías de la corriente de Humboldt, se enfrían y producen un banco de neblinas hasta los 800-1000 m s. n. m., con temperaturas bajas de cerca de 13 °C. Encima de dicho colchón, la temperatura aumenta de 13 a 24 °C, y el aire cálido absorbe la humedad, impidiendo la formación de nubes tipo cumulonimbus
.
La humedad relativa es alta, generalmente por encima del 60 %, llegando en invierno hasta el 100 %. Cuando sobrepasa el 100 % se produce una fina llovizna conocida como garúa. Las precipitaciones son muy escasas; en Lima, por ejemplo, son de un promedio de 7mm. En años excepcionales, cuando se presenta el fenómeno del Niño, pueden ser muy superiores. En 1925, se midieron en Lima 1254 mm, y en 1926, 1245 mm.
Durante el verano desaparece la capa de neblinas y es cuando llueve en la sierra, y los ríos llevan abundante agua. Los vientos soplan generalmente del sur y sudoeste, variando de dirección según las horas del día. Entre la 21:00 y las 8:00 son débiles y soplan desde tierra (tierra-mar); entre las 8:00 y las 18:00 son más fuertes y soplan desde el mar (mar-tierra).
Pueden ocurrir vientos fuertes que generan levantamiento de nubes de polvo y arena. Una de las de mayor tamaño ocurrió en 2016, la cual logró verse desde el espacio a modo de tormenta de arena.

## Vegetación
Las formaciones vegetales se pueden reducir a cuatro tipos: los desiertos, con vegetación o sin ella; los valles u oasis fluviales, con bosques de galería; las lomas costeras, con vegetación muy variada y que se desarrolla gracias a las abundantes neblinas invernales o camanchacas; y los ambientes acuáticos, con abundancia de totorales, juncales y granadales.

## Principales ciudades
| En Chile: - Antofagasta - Arica - Calama - Copiapó - Iquique - Mejillones - Pisagua - Taltal - Tocopilla | En Perú: - Chiclayo - Chimbote - Ica - Lambayeque - Lima - Moquegua - Piura - Tacna - Trujillo - Tumbes |